# スーパーヨット

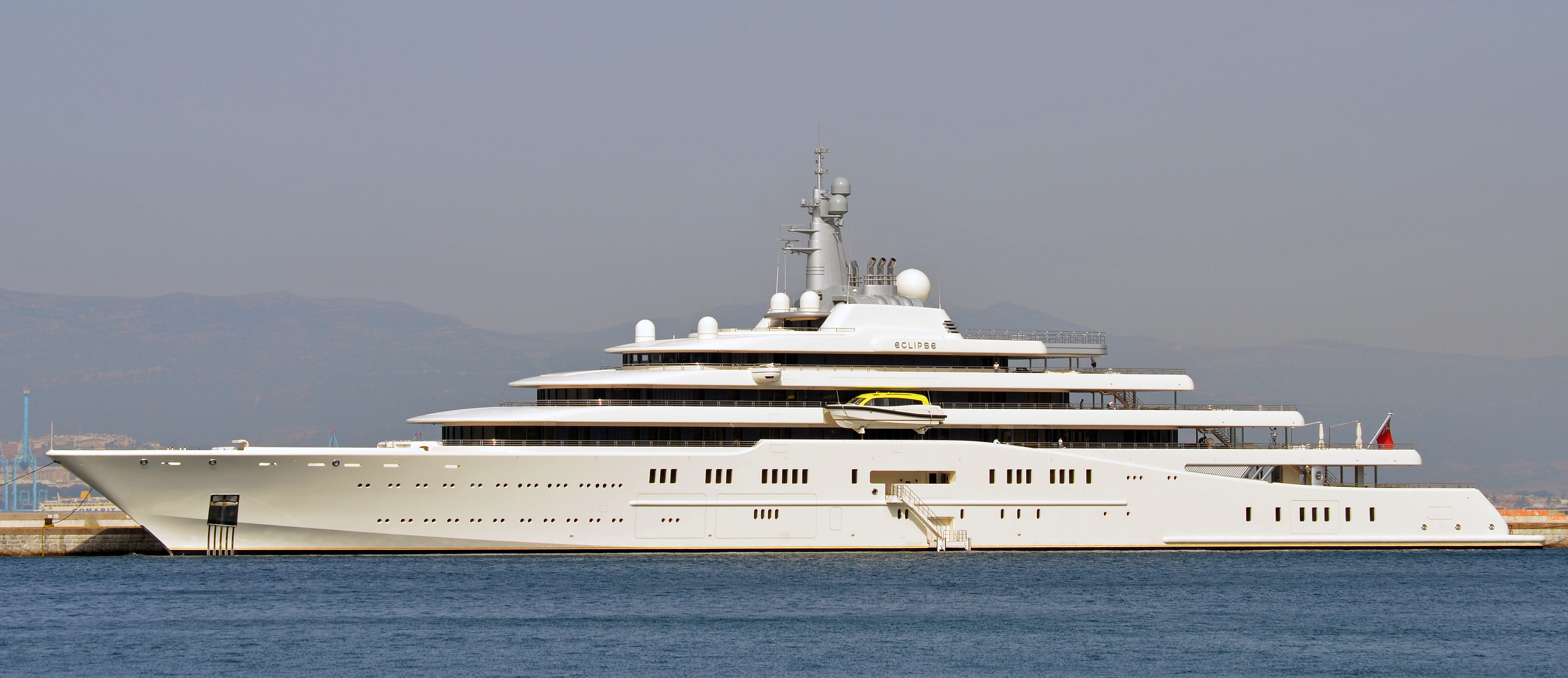
スーパーヨット「エクリプス」

スーパーヨット（英語: Superyacht）は、レジャー用船艇の一つ。ヨットの中でも特に大型かつ豪華な仕様であり、広い居住区間と居住設備を有し、高級ホテルの代わりとして応接や接待、宿泊の場として用いられることがある。
ラグジュアリーヨット（luxuryyacht）、ギガヨット（megayacht）とも。

## 概要
スーパーヨットは概ね全長80フィート以上（約24メートル以上）の高級大型クルーザーをいう。
2018年時点のスーパーヨットの隻数は、世界で9395隻と過去10年間で2倍以上の伸びを見せた。所有者は富裕層であり、寄港先では大きな経済効果をもたらすため、カリブ海、地中海などのリゾート地周辺の寄港先では受け入れ態勢を整えている場所もある。2010年代後半には、日本でもスーパーヨット誘致会議が立ち上げられ、受け入れ態勢の検討が進められた。

## 高額ヨットの所有者
各国の王室、富豪などが富を誇示するため所有する場合が多い。
世界一高額のスーパーヨットは、2010年にロマン・アブラモヴィッチが所有した「エクリプス」で、推定およそ19億ドルと推定されている。2つのヘリポート、24の客室、2つのプールを有する。また、調度品まで見渡せばムハンマド・ビン・サルマーン サウジアラビア皇太子のヨットには、レオナルド・ダビンチ作とされる絵画「サルバトール・ムンディ」が飾られており、絵画の価値だけでも5億ドル以上と見られている。
2016年、中国恒大集団の創業者、許家印は全長約60メートルのスーパーヨット「イベント」を購入。2020年以降、会社が経営危機に陥り資産の売却が取り沙汰されたが、2021年時点のヨットの価値は4510万ドルと推定されていた。
ポール・アレンは個人の海洋探査プロジェクトのために海洋調査船としても機能するオクトパスを所有していた。

### 資産
密談場所や密輸の手段としての利用もある。
預金や不動産と同じく差し押さえの対象ともなるが、移動できることから当局の捜査が及ばない国へ向かうことで資産を退避させることも可能である。
2022年2月、ロシアがウクライナ侵攻を行い、欧州各国が経済制裁を行った際には、ロシアのオリガルヒが所有する豪華なスーパーヨットがいち早く差し押さえの対象となり、所有者が明らかとなる例も見られた。また、寄港先では抗議運動が行われる事例も見られた。
2022年3月、イタリア当局はトスカーナ州マッサの造船所に停泊しているスーパーヨットが、ロシア大統領ウラジーミル・プーチンの所有であるとの情報を得て捜索を行った。ヨットは全長140メートルで、船首と船尾に2つのヘリポート、プール、映画館を備えている。2020年にドイツのリュールセンが約7億ドルで建造したものと見られている。